# منير ذيب
منير الذيب فنان تشكيلي ومؤرخ سوري، له عدة مؤلفات. ولد عام 1942 في بلدة خبب في سوريا. منير عضو في اتحاد الكتاب العرب وعضو في لجنة الحفاظ على التراث الحوراني في درعا.

## دراسته
درس في مداس خبب الابتدائية والإعدادية وانتسب إلى دار المعلمين في السويداء 1959 وتخرج منها عام 1962. انتسب إلى جامعة دمشق كلية الحقوق بعد نيله شهادة الثانوية العامة. أصبح مدرساً للفنون التجميلية للمرحلة الثانوية عام 1965. قام بعدة معارض فنية ونال درجة ثناء من أجل طريقة تدريسه للفن التي اتخذها ألا وهي جعل الطلاب يحبون الرسم والفنون من خلال طرق تعليمية خاصة به أوجدها للتدريس.

## إعارته إلى اليمن
أعير إلى اليمن 1981 وقام بإعداد وإخراج المناهج والكتب ورسومها ورسم وإعداد الخرائط في جميع المراحل في وزارة التربية اليمنية. نشر آنذاك أكثر من تسعين مقالة في الصحف والمجلات اليمنية منذ 1982 تتعلق بالتاريخ والفن اتصل بكبار المفكرين اليمنيين ومنهم الشاعر عبد الله البردوني والأستاذ عبد العزيز المقالح حيث قام برسم شهداء اليمن لأجل كتاب ألّفه الأستاذ عبد العزيز المقالح عنهم.

## له عدة مؤلفات في التاريخ منها
- أوراق في الثقافة والتاريخ اليماني
- اليمن من التراث إلى المعاصرة
- سورية الجنوبية (حوران): الانتماء، الوطن، التراث، منذ عهد الكنعانيين وحتى عهد الاستقلال[2]

وهو الآن في صدد إصدار معجم المدن والقرى في بلاد الشام الجنوبية سورية. له مقالات عديدة في الصحف والدوريات وله لوحات فنية عديدة وصمم أغلفة كتب لشعراء وكتاب عدة. وهو الآن في لجنة حفظ التراث في حوران التابعة لوزارة الثقافة.

## عمله في التلفزيون
ساعد في إعداد عدة برامج عن بلدته خبب وعن تاريخ حوران مثل حلقة عن بلدة خبب برنامج حياة قرية في التلفزيون السوري وشارك في عدة برامج عن تاريخ اللجاة وتاريخ حوران على الفضائية السورية.